# 弗盧特格拉本河 (美因河支流)
49°55′38.79″N 9°8′19.40″E / 49.9274417°N 9.1387222°E

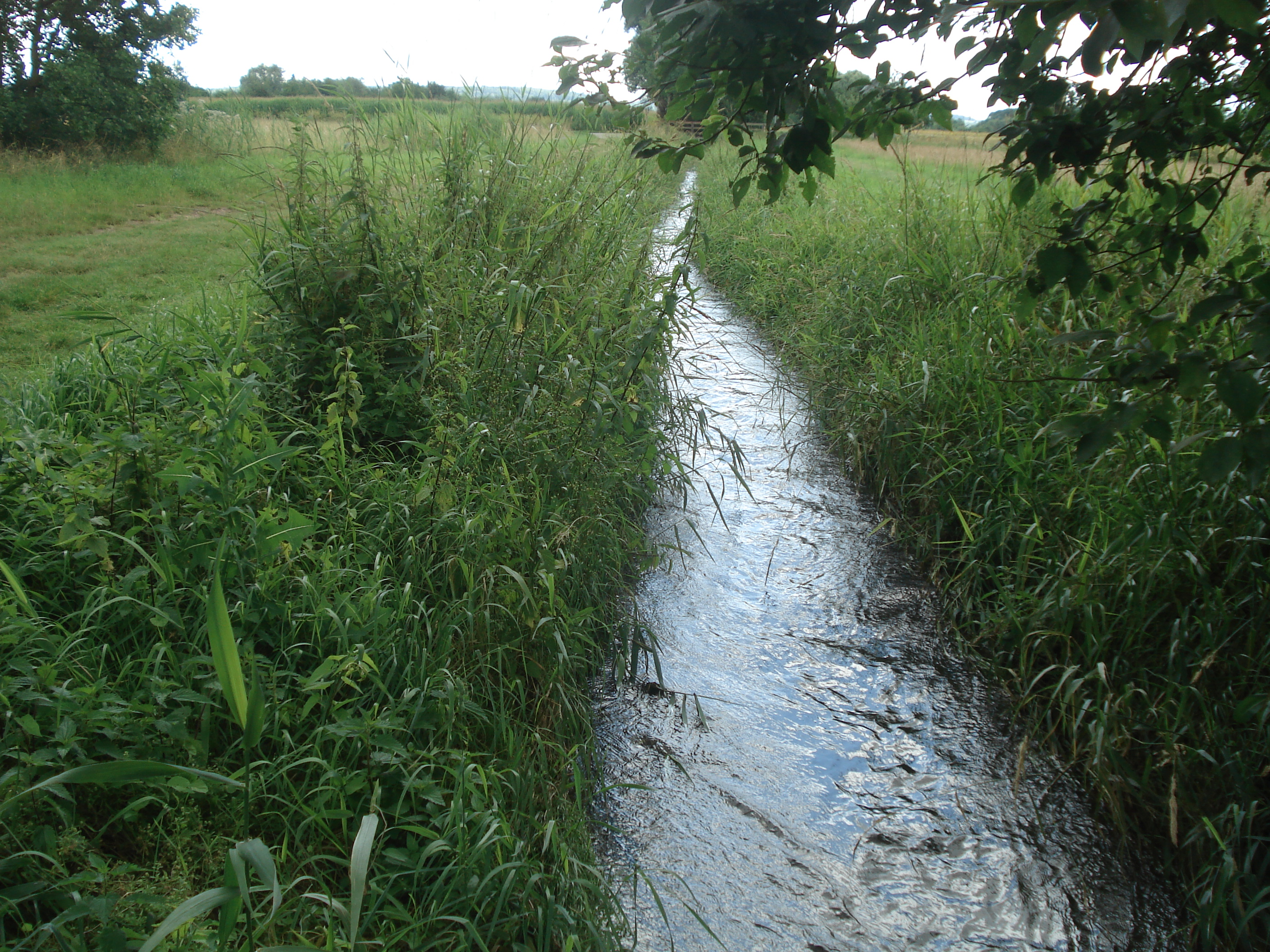

弗盧特格拉本河是德國的河流，位於該國東南部，由巴伐利亞負責管轄，屬於美因河的左支流，河道全長4公里，河口處在尼登貝格。